# Disonycha fumata
Disonycha fumata är en skalbaggsart som först beskrevs av J. L. Leconte 1858.  Disonycha fumata ingår i släktet Disonycha och familjen bladbaggar. Utöver nominatformen finns också underarten D. f. fumata.